# Crossmichael
 (septembre 2023).
Crossmichael est un village situé dans le Dumfries and Galloway, en Écosse.